# Escobaria emskoetteriana
Escobaria emskoetteriana là một loài thực vật có hoa trong họ Cactaceae. Loài này được (Quehl) Borg mô tả khoa học đầu tiên năm 1937.